# CONCACAF Champions League 2011-2012
La CONCACAF Champions League 2011-2012 è stata la 47ª edizione della CONCACAF Champions League e la quarta con questo formato. Il torneo è iniziato il 26 luglio 2011 ed è terminato il 25 aprile 2012. Il Monterrey ha vinto il trofeo per la seconda volta consecutiva, battendo in finale il Santos Laguna e qualificandosi così per la Coppa del mondo per club FIFA 2012.

## Formula

### Compagini ammesse
Le squadre partecipanti sono in tutto ventiquattro e provengono dalle tre associazioni regionali che compongono la CONCACAF: la North American Football Union, la Central American Football Union e la Caribbean Football Union. Nove provengono dal Nord America, dodici dalla zona del Centro America, e tre dai Caraibi.
Le squadre, per partecipare al torneo, devono rispettare i criteri imposti dalla CONCACAF per quanto riguarda gli stadi. Se le squadre aventi diritto a partecipare non hanno uno stadio casalingo in grado di soddisfare i criteri richiesti possono indicarne un altro a norma presente nel proprio paese. Se un club non riesce a trovare un impianto adeguato per la competizione viene escluso dalla manifestazione.
- America Centrale: 12 club hanno ottenuto il diritto di partecipare alla Champions League, nel caso uno o più di questi non sia in grado di partecipare verrà rimpiazzato da un'altra squadra proveniente da una federazione del Centro America, in base ai risultati delle edizioni precedenti.
- Caraibi: Se una delle tre squadre caraibiche qualificate per il torneo non sarà in grado di partecipare verrà rimpiazzata dalla quarta classificata nel CFU Club Championship 2010.

Per le federazioni del Centro America i criteri di ammissione sono diversificati in base ai diversi formati dei campionati nazionali. Nei paesi dove il campionato è diviso in due tornei annuali (Apertura e Clausura) le squadre vincenti ottengono la qualificazione. In caso di play-off, la vincitrice ottiene il primo dei posti assegnati alla federazione. Nei paesi in cui il formato è diverso, o in caso di parità, la qualificazione viene assegnata alla squadra che ottiene il maggior numero di punti durante la stagione.

### Sistema di qualificazione alla fase a gironi
Come nella stagione precedente, 16 squadre parteciperanno a un turno preliminare ad andata e ritorno; le 8 vincenti accederanno alla fase a gironi della competizione.

### Fase a gironi
Le squadre ammesse ai gironi vengono divise in quattro gruppi da quattro squadre ciascuno e si affrontano tra di loro in match di andata e ritorno. Le prime due classificate di ciascun gruppo accedono alla fase ad eliminazione diretta.

### Fase a eliminazione diretta
Ciascun turno della fase a eliminazione diretta (quarti di finale, semifinali e finale) si svolge su due partite (andata e ritorno). In caso di parità nel risultato aggregato, il passaggio del turno sarà deciso applicando la regola dei gol fuori casa. Tutti gli accoppiamenti del tabellone sono sorteggiati.

## Date
| Fase                        | Turno            | Sorteggio                       | Andata               | Ritorno              |
| --------------------------- | ---------------- | ------------------------------- | -------------------- | -------------------- |
| Preliminari                 | Turno unico      | 18 maggio 2011 (New York, USA)  | 26–28 luglio 2011    | 2–4 agosto 2011      |
| Fase a gironi               | Prima giornata   | 18 maggio 2011 (New York, USA)  | 16-18 agosto 2011    | 16-18 agosto 2011    |
| Fase a gironi               | Seconda giornata | 18 maggio 2011 (New York, USA)  | 23-25 agosto 2011    | 23-25 agosto 2011    |
| Fase a gironi               | Terza giornata   | 18 maggio 2011 (New York, USA)  | 13-15 settembre 2011 | 13-15 settembre 2011 |
| Fase a gironi               | Quarta giornata  | 18 maggio 2011 (New York, USA)  | 20-22 settembre 2011 | 20-22 settembre 2011 |
| Fase a gironi               | Quinta giornata  | 18 maggio 2011 (New York, USA)  | 27-29 settembre 2011 | 27-29 settembre 2011 |
| Fase a gironi               | Sesta giornata   | 18 maggio 2011 (New York, USA)  | 18-20 ottobre 2011   | 18-20 ottobre 2011   |
| Fase a eliminazione diretta | Quarti di finale | 8 novembre 2011 (New York, USA) | 6-8 marzo 2012       | 13-15 marzo 2012     |
| Fase a eliminazione diretta | Semifinali       | 8 novembre 2011 (New York, USA) | 27-29 marzo 2012     | 3-5 aprile 2012      |
| Fase a eliminazione diretta | Finale           | 8 novembre 2011 (New York, USA) | 17/19 aprile 2012    | 24/26 aprile 2012    |

## Squadre partecipanti
| Nazione             | Club                  | Qualificazione                                                                           |
| ------------------- | --------------------- | ---------------------------------------------------------------------------------------- |
| Messico 4 posti     | Monterrey             | Campione Torneo Apertura 2010                                                            |
| Messico 4 posti     | UNAM                  | Campione Torneo Clausura 2011                                                            |
| Messico 4 posti     | Santos Laguna         | Vicecampione Torneo Apertura 2010                                                        |
| Messico 4 posti     | Morelia               | Vicecampione Torneo Clausura 2011                                                        |
| Stati Uniti 4 posti | Los Angeles Galaxy    | Vincitore MLS Supporters' Shield 2010                                                    |
| Stati Uniti 4 posti | Colorado Rapids       | Campione MLS Cup 2010                                                                    |
| Stati Uniti 4 posti | FC Dallas             | Vicecampione MLS Cup 2010                                                                |
| Stati Uniti 4 posti | Seattle Sounders FC   | Vincitore U.S. Open Cup 2010                                                             |
| Honduras 3 posti    | Real España           | Campione Torneo Apertura 2010                                                            |
| Honduras 3 posti    | Motagua               | Campione Torneo Clausura 2011                                                            |
| Honduras 3 posti    | Olimpia*              | Vicecampione Torneo Apertura 2010 e Clausura 2011                                        |
| Costa Rica 2 posti  | Alajuelense           | Campione Campeonato de Invierno 2010 e Campeonato de Verano 2011                         |
| Costa Rica 2 posti  | Herediano             | Vicecampione Campeonato de Invierno 2010 (per il maggior numero di punti nella stagione) |
| Guatemala 2 posti   | Comunicaciones        | Campione Torneo Apertura 2010 e Clausura 2011                                            |
| Guatemala 2 posti   | Municipal             | Vicecampione Torneo Apertura 2010 e Clausura 2011                                        |
| Panama 2 posti      | Tauro Fútbol Club     | Campione Torneo Apertura 2010                                                            |
| Panama 2 posti      | San Francisco         | Campione Torneo Clausura 2011                                                            |
| El Salvador 2 posti | Isidro Metapán        | Campione Torneo Apertura 2010                                                            |
| El Salvador 2 posti | Alianza               | Campione Torneo Clausura 2011                                                            |
| Nicaragua 1 posto   | Real Estelí           | Campione Primera División 2010-11                                                        |
| Canada 1 posto      | Toronto FC            | Vincitore Canadian Championship 2011                                                     |
| CFU 3 posti         | Puerto Rico Islanders | Campione CFU Club Championship 2011                                                      |
| CFU 3 posti         | Tempête               | Vicecampione CFU Club Championship 2011                                                  |
| CFU 3 posti         | Alpha United          | Terzo classificato CFU Club Championship 2011                                            |

* = Il posto era in origine assegnato al Belize (Belize Defence Force), ma la federazione non ha soddisfatto i criteri per gli stadi richiesti dalla CONCACAF, così il posto vacante sono stati assegnati all'Honduras (Olimpia), sulla base dei risultati della stagione precedente.

## Risultati

### Sorteggio dei preliminari e della fase a gironi
Il sorteggio per l'unico turno preliminare e per la fase a gironi si è svolto nella sede della CONCACAF a New York il 18 maggio 2011.
| Fase a gruppi    | Fase a gruppi | Fase a gruppi         | Fase a gruppi   | Fase a gruppi       |
| ---------------- | ------------- | --------------------- | --------------- | ------------------- |
| Urna A           | Monterrey     | UNAM                  | Colorado Rapids | Los Angeles Galaxy  |
| Urna B           | Alajuelense   | Real España           | Comunicaciones  | Tauro Fútbol Club   |
| Fase preliminare |               |                       |                 |                     |
| Urna A           | Santos Laguna | Morelia               | FC Dallas       | Seattle Sounders FC |
| Urna A           | Herediano     | Motagua               | Isidro Metapán  | Toronto FC          |
| Urna B           | Municipal     | San Francisco         | Alianza         | Real Estelí         |
| Urna B           | Olimpia       | Puerto Rico Islanders | Tempête         | Alpha United        |

### Preliminari
| Squadra 1      | Totale      | Squadra 2           | Andata | Ritorno |
| -------------- | ----------- | ------------------- | ------ | ------- |
| Motagua        | 4 – 2       | Municipal           | 4 – 0  | 0 – 2   |
| Morelia        | 7 – 0       | Tempête             | 5 – 0  | 2 – 0   |
| Isidro Metapán | 3 – 3 (gfc) | PRI Islanders       | 2 – 0  | 1 – 3   |
| Santos Laguna  | 4 – 3       | Olimpia             | 3 – 1  | 1 – 2   |
| Alianza        | 0 – 2       | FC Dallas           | 0 – 1  | 0 – 1   |
| Toronto FC     | 4 – 2       | Real Estelí         | 2 – 1  | 2 – 1   |
| San Francisco  | 1 – 2 (dts) | Seattle Sounders FC | 1 – 0  | 0 – 2   |
| Herediano      | 10 – 2      | Alpha United        | 8 – 0  | 2 – 2   |

### Fase a gironi

#### Gruppo A
|                    | LAG   | ALA   | MOR   | MOT   |
| Los Angeles Galaxy |       | 2 – 0 | 2 – 1 | 2 – 0 |
| Alajuelense        | 1 – 0 |       | 1 – 0 | 1 – 0 |
| Morelia            | 2 – 1 | 2 – 1 |       | 4 – 0 |
| Motagua            | 0 – 1 | 2 – 4 | 0 – 2 |       |

| Squadra            | P.ti | G | V | P | S | RF | RS | DR  |
| ------------------ | ---- | - | - | - | - | -- | -- | --- |
| Los Angeles Galaxy | 12   | 6 | 4 | 0 | 2 | 8  | 4  | +4  |
| Morelia            | 12   | 6 | 4 | 0 | 2 | 11 | 5  | +6  |
| Alajuelense        | 12   | 6 | 4 | 0 | 2 | 8  | 6  | +2  |
| Motagua            | 0    | 6 | 0 | 0 | 6 | 2  | 14 | -12 |

#### Gruppo B
|                 | COL   | RES   | SAN   | ISI   |
| Colorado Rapids |       | 1 – 2 | 1 – 4 | 3 – 2 |
| Real España     | 1 – 1 |       | 1 – 1 | 1 – 2 |
| Santos Laguna   | 2 – 0 | 3 – 2 |       | 6 – 0 |
| Isidro Metapán  | 1 – 3 | 3 – 2 | 2 – 0 |       |

| Squadra         | P.ti | G | V | P | S | RF | RS | DR  |
| --------------- | ---- | - | - | - | - | -- | -- | --- |
| Santos Laguna   | 13   | 6 | 4 | 1 | 1 | 16 | 6  | +10 |
| Isidro Metapán  | 9    | 6 | 3 | 0 | 3 | 10 | 15 | -5  |
| Colorado Rapids | 7    | 6 | 2 | 1 | 3 | 9  | 12 | -3  |
| Real España     | 5    | 6 | 1 | 2 | 3 | 9  | 11 | -2  |

#### Gruppo C
|            | UNA   | TAU   | DAL   | TOR   |
| UNAM       |       | 1 – 0 | 0 – 1 | 4 – 0 |
| Tauro      | 0 – 0 |       | 5 – 3 | 1 – 2 |
| FC Dallas  | 0 – 2 | 1 – 1 |       | 0 – 3 |
| Toronto FC | 1 – 1 | 1 – 0 | 0 – 1 |       |

| Squadra    | P.ti | G | V | P | S | RF | RS | DR |
| ---------- | ---- | - | - | - | - | -- | -- | -- |
| UNAM       | 11   | 6 | 3 | 2 | 1 | 8  | 2  | +6 |
| Toronto FC | 10   | 6 | 3 | 1 | 2 | 7  | 7  | 0  |
| FC Dallas  | 7    | 6 | 2 | 1 | 3 | 6  | 11 | -5 |
| Tauro      | 5    | 6 | 1 | 2 | 3 | 7  | 8  | -1 |

#### Gruppo D
|                | MON   | COM   | SEA   | HER   |
| Monterrey      |       | 3 – 1 | 0 – 1 | 1 – 0 |
| Comunicaciones | 1 – 0 |       | 2 – 2 | 2 – 0 |
| Seattle        | 1 – 2 | 4 – 1 |       | 0 – 1 |
| Herediano      | 0 – 5 | 4 – 1 | 1 – 2 |       |

| Squadra             | P.ti | G | V | P | S | RF | RS | DR |
| ------------------- | ---- | - | - | - | - | -- | -- | -- |
| Monterrey           | 12   | 6 | 4 | 0 | 2 | 11 | 4  | +7 |
| Seattle Sounders FC | 10   | 6 | 3 | 1 | 2 | 10 | 7  | +3 |
| Comunicaciones      | 7    | 6 | 2 | 1 | 3 | 8  | 13 | -5 |
| Herediano           | 6    | 6 | 2 | 0 | 4 | 6  | 11 | -5 |

### Fase a eliminazione diretta

#### Tabellone
|  | Quarti di finale    | Quarti di finale    | Quarti di finale | Quarti di finale | Quarti di finale |  |  | Semifinali    | Semifinali    | Semifinali | Semifinali | Semifinali |   |   | Finale        | Finale        | Finale | Finale | Finale |  |
|  |                     |                     |                  |                  |                  |  |  |               |               |            |            |            |   |   |               |               |        |        |        |  |
|  | Seattle Sounders FC | Seattle Sounders FC | 2                | 1                | 3                |  |  |               |               |            |            |            |   |   |               |               |        |        |        |  |
|  | Santos Laguna       | Santos Laguna       | 1                | 6                | 7                |  |  | Santos Laguna | Santos Laguna | 1          | 6          | 7          |   |   |               |               |        |        |        |  |
|  | Toronto FC          | Toronto FC          | 2                | 2                | 4                |  |  | Toronto FC    | Toronto FC    | 1          | 2          | 3          |   |   |               |               |        |        |        |  |
|  | Los Angeles Galaxy  | Los Angeles Galaxy  | 2                | 1                | 3                |  |  |               |               |            |            |            |   |   | Santos Laguna | Santos Laguna | 0      | 2      | 2      |  |
|  | Isidro Metapán      | Isidro Metapán      | 2                | 0                | 2                |  |  |               |               | Monterrey  | Monterrey  | 2          | 1 | 3 |               |               |        |        |        |  |
|  | UNAM                | UNAM                | 1                | 8                | 9                |  |  | UNAM          | UNAM          | 0          | 1          | 1          |   |   |               |               |        |        |        |  |
|  | Morelia             | Morelia             | 1                | 1                | 2                |  |  | Monterrey     | Monterrey     | 3          | 1          | 4          |   |   |               |               |        |        |        |  |
|  | Monterrey           | Monterrey           | 3                | 4                | 7                |  |  |               |               |            |            |            |   |   |               |               |        |        |        |  |

#### Sorteggio
Nei quarti di finale le squadre che hanno vinto il proprio girone hanno ottenuto il diritto di disputare la gara di ritorno in casa. Il sorteggio accoppierà le quattro vincenti dei gironi con le quattro seconde classificate. L'unica discriminante introdotta è il divieto di accoppiare due squadre che già si sono affrontate nei gironi.
| 1ª urna                                         | 2ª urna                                               |
| ----------------------------------------------- | ----------------------------------------------------- |
| Los Angeles Galaxy Santos Laguna UNAM Monterrey | Morelia Isidro Metapán Toronto FC Seattle Sounders FC |

#### Quarti di finale
Le gare d'andata sono state giocate tra il 6 e l'8 marzo 2012. Le gare di ritorno tra il 13 e il 15 marzo.
| Squadra 1           | Totale | Squadra 2          | Andata | Ritorno |
| ------------------- | ------ | ------------------ | ------ | ------- |
| Seattle Sounders FC | 3 – 7  | Santos Laguna      | 2 – 1  | 1 – 6   |
| Isidro Metapán      | 2 – 9  | UNAM               | 2 – 1  | 0 – 8   |
| Toronto FC          | 4 – 3  | Los Angeles Galaxy | 2 – 2  | 2 – 1   |
| Morelia             | 2 – 7  | Monterrey          | 1 – 3  | 1 – 4   |

#### Semifinali
Le gare d'andata si sono giocate il 28 marzo 2012, il ritorno il 4 aprile.
| Squadra 1  | Totale | Squadra 2     | Andata | Ritorno |
| ---------- | ------ | ------------- | ------ | ------- |
| Toronto FC | 3 – 7  | Santos Laguna | 1 – 1  | 2 – 6   |
| Monterrey  | 4 – 1  | UNAM          | 3 – 0  | 1 – 1   |

#### Finale
| Squadra 1 | Totale | Squadra 2     | Andata | Ritorno |
| --------- | ------ | ------------- | ------ | ------- |
| Monterrey | 3 – 2  | Santos Laguna | 2 – 0  | 1 – 2   |

##### Andata
| Arbitro: | Francisco Chacón |

|                |           |  |
| Suazo 60’, 86’ | Marcatori |  |

##### Ritorno
| Arbitro: | Roberto García Orozco |

|                           |           |             |
| Ludueña 45+2’ Peralta 51’ | Marcatori | 82’ Cardozo |

## Classifica marcatori
| Gol |  |  | Giocatore              | Squadra        |
| --- |  |  | ---------------------- | -------------- |
| 7   |  |  | Humberto Suazo         | Monterrey      |
| 7   |  |  | Oribe Peralta          | Santos Laguna  |
| 6   |  |  | Jorge Barbosa          | Herediano      |
| 6   |  |  | Hérculez Gómez         | Santos Laguna  |
| 6   |  |  | Joao Plata             | Toronto FC     |
| 5   |  |  | Abraham Carreño        | Monterrey      |
| 5   |  |  | Ryan Johnson           | Toronto FC     |
| 4   |  |  | Christian Suárez       | Santos Laguna  |
| 4   |  |  | Martín Bravo           | UNAM           |
| 4   |  |  | Aldo de Nigris         | Monterrey      |
| 4   |  |  | Eduardo Herrera        | UNAM           |
| 4   |  |  | Carlos Darwin Quintero | Santos Laguna  |
| 4   |  |  | Paolo Suárez           | Isidro Metapán |